# Рендольф Черчилль
Рендольф Фредерік Едвард Спенсер-Черчилль (англ. Randolph Frederick Edward Spencer-Churchill; нар. 28 травня 1911, Лондон — пом. 6 червня 1968, Іст-Бергхолт) — британський державний діяч, єдиний син прем'єр-міністра Великої Британії Вінстона Черчилля та Клементини Хозьє, доньки Генрі Монтегю Хозьє. Депутат-консерватор від Престона у Палаті громад (1940—1945).

## Походження та навчання
Рендольф Черчилль народився 28 травня 1911 року в Лондоні. Він здобув освіту в Ітонському коледжі та коледжі Крайст Черч в Оксфорді. У 1939 році отримав чин майора 4-го її королівської величності гусарського полку.

## Участь у Другій світовій війні
Під час Другої світової війни Рендольф Черчилль служив у 4-му королівському гусарському полку, де служив також і його батько. Пізніше перебував у складі Особливої повітряної служби і разом з Девідом Стірлінгом він декілька разів вирушав у тил ворога, зокрема, до Лівійської пустелі.
У 1944 році майор Рендольф Черчилль разом зі своїм другом Івліном Во були відправлені зі спеціальною місією до Югославії. Там вони дивом уникли німецького полону і змогли дістатися до партизанського штабу Йосипа Броз Тіто, де вони пережили напад німецького десанту. В рядах югославських партизанів вони провели декілька місяців, а після повернення до Лондона представили доповідь, де повідомили про переслідування загонами Тіто духовенства. Британський міністр закордонних справ Ентоні Іден, який не бажав псувати відносини з Тіто і прагнув зберегти британський вплив у Югославії, зам'яв цей дипломатичний конфуз. За цю місію майор Рендольф Черчилль отримав Орден Британської Імперії.

## Політична та письменницька кар'єра
Рендольф Черчилль намагався продовжити сімейні традиції в політиці, але не зробив такої кар'єри, як його батько та дід. У 1940 році виграв додаткові вибори до Палати громад Великої Британії в окрузі Престон, засідав до 1945 року. Після війни втратив місце у парламенті і, незважаючи на численні спроби, не зміг туди обратися знову.
Рендольф Черчилль часто зображується як чорна вівця в сім'ї Черчиллів — розбалуваний батьком, дратівливий, вибуховий, зі схильністю до зловживання алкоголем. Як і його батько, мав неабиякий літературний талант: з-під його вийшли твори «Шестиденна війна» («The Six Days War», 1960—1968), «Велич і падіння сера Ентоні Ідена» («The Rise and Fall of Sir Anthony Eden»), «Лорд Дербі, король Ланкаширу» («Лорд Дербі, King of Lancashire»), «Боротьба за лідерство в партії торі» («The Fight for the Tory Leadership»).
У 1966 році Рендольф Черчилль почав написання офіційної біографії свого батька (який помер роком раніше). До часу своєї смерті він встиг написати лише два томи. Роботу закінчив після його смерті історик сер Мартін Гілберт (1936—2015).
Коли королева Єлизавета II у 1955 році запропонувала присвоїти Вінстону Черчиллю почесний титул «герцога Лондонського», саме його син Рендольф переконав колишнього прем'єр-міністра відмовитися від цієї пропозиції. Вінстон Черчилль відмовився і зауважив, що хоче увійти в історію під своїм ім'ям.

## Смерть
6 червня 1968 року 57-річний Рендольф Черчилль помер від серцевого нападу в своєму будинку Стор-хаус в Іст-Бергхолт (графство Суффолк). Він був похований разом з батьками і сестрами в церкві Сент-Мартіна в Блейдоні, в околицях Вудстока, графство Оксфордшир.

## Шлюби та діти
Рендольф Черчилль був одружений двічі. У перший раз він одружився 4 жовтня 1939 року на відомій світській левиці Памелі Берил Дігбі (нар. 20 березня 1920 — 5 лютого 1997), старшої доньки Едуарда Дігбі, 11-го барона Дігбі (1894—1964) і Констанс Брюс, доньки 2-го барона Абердер. У них народився єдиний син:
- Вінстон Спенсер Черчилль (10 жовтня 1940 — 2 березня 2010), британський політик та депутат

Перший шлюб закінчився розлученням у 1946 році.
Вдруге Рендольф Черчилль одружився 2 листопада 1948 року на Джун Осборн (померла у 1980 році), доньки полковника Рекса Гамільтона Осборна. У подружжя народилася єдина дочка:
- Арабелла Спенсер Черчилль (30 жовтня 1949 — 20 грудня 2007), засновник і керівник фонду «Діти світу», дружина Джейка Бартона (з 1972) та Айена Маклеода (з 1988).

Протягом останніх двадцяти років свого життя у Рендольфа був роман з Наталі Беван, дружиною Боббі Бевана.

## Літературні праці
- What I Said About the Press (1957)
- The Rise and Fall of Sir Anthony Eden (1959)
- Lord Derby: King of Lancashire (1960)
- The Fight for the Tory Leadership (1964)
- Winston S. Churchill: Volume One: Youth, 1874—1900 (1966)
- Winston S. Churchill: Volume One Companion, 1874—1900 (1966, in two parts)
- Winston S. Churchill: Volume Two: Young Statesman, 1901—1914 (1967)
- Winston S. Churchill: Volume Two Companion, 1900—1914 (1969, in three parts; published posthumously with the assistance of Martin Gilbert, who wrote future volumes of the biography)
- The Six Day War (1967; co-authored with his own son, Winston S. Churchill).